# Laurence Eaves
 Laurence Eaves CBE, FRS (Pentre, 13 de maio de 1948) é um físico britânico.
É professor da Universidade de Nottingham.